# För omsorgsfull renvård
För omsorgsfull renvård är en svensk kunglig medalj som delas ut av regeringen till företrädare för renskötsel. Medaljen instiftades av kung Oscar II 1897.
Medaljen finns i guld i femte storleken (GMrenv) och i silver i åttonde storleken (SMrenv). Åtsidan bär den regerande konungens bild och frånsidan har bärarens namn ingraverat. Den bärs i blått band med gula kanter.
Medaljen hade ursprungligen jämte den svenska även den samiska inskriptionen "Puorre påtsoi suittemest"; numera finns inskriptionen både i nordsamisk och sydsamisk variant.

## Lista över mottagare
- 1944 Frans Persson, Purnu, 5:e storleken i guld[2][3] Gällivare skogslappby
- 1980 Anders Åhrén, 5:e storleken[4]
- 1984 Per Idivuoma, 5:e storleken[4]
- 2004 Aina Jonsson, Rans sameby[4]